# Iulian Filipescu
Iulian Sebastian Filipescu (* 29. März 1974 in Slatina) ist ein ehemaliger rumänischer Fußballspieler. Er bestritt insgesamt 348 Spiele in der rumänischen Liga 1, der türkischen Süper Lig, der spanischen Primera División, der schweizerischen Axpo Super League und der deutschen Fußball-Bundesliga. Seine Stärken waren das Stellungsspiel, seine Ruhe und Erfahrung.

## Karriere

### Vereinskarriere
Die Karriere von Filipescu begann im Jahr 1991 bei Faur Bukarest, ehe er im Jahr 1992 zum rumänischen Spitzenklub Steaua Bukarest wechselte. Schon in seiner ersten Spielzeit avancierte er zum Stammspieler und konnte während seiner Zeit bei Steaua viermal in Folge die Meisterschaft und den rumänischen Pokal 1996 gewinnen.
Im Herbst 1996 verließ Filipescu Rumänien und wechselte zum türkischen Spitzenverein Galatasaray Istanbul. Dort folgten in den Jahren 1997 und 1998 zwei weitere Meisterschaften. In der Winterpause 1998/99 wechselte er nach Spanien zu Betis Sevilla. Nach einer Mittelfeldplatzierung am Ende der Rückrunde stieg der Klub nach der Saison 1999/2000 in die Segunda División ab. Dort gelang der sofortige Wiederaufstieg. Danach startete der Klub durch und zog am Saisonende in den UEFA-Pokal ein. Im Laufe der Saison hatte Filipescu jedoch seinen Stammplatz verloren und kam nur noch unregelmäßig zum Einsatz.
Im Januar 2004 verließ Filipescu Spanien, nachdem er in der Hinrunde nicht mehr zum Einsatz gekommen war. Er schloss sich dem Schweizer Verein FC Zürich an. Am 13. Mai 2006 schoss er am letzten Spieltag der Axpo Super League gegen den FC Basel wenige Sekunden vor Ablauf der Nachspielzeit das entscheidende zweite Tor für den FC Zürich, der dadurch seinen 10. Meistertitel gewann. Es war zugleich sein erstes und letztes Tor für den Stadtzürcher Verein.
Am 15. Juni 2006 wurde sein Wechsel nach Deutschland bekannt gegeben. Der MSV Duisburg verpflichtete den Innenverteidiger bis 2008. Im ersten Jahr gelang ihm der Aufstieg in die Fußball-Bundesliga. Nach dem Abstieg 2008 und dem Ablauf seines Vertrages beendete er seine Karriere.

### Nationalteam
Filipescu spielte zwischen dem 27. März 1996 und 2003 insgesamt 52 Mal für die rumänische Fußballnationalmannschaft und erzielte ein Tor (1999 gegen Zypern). Er nahm an den Fußballeuropameisterschaften 1996 und 2000 sowie an der Fußballweltmeisterschaft 1998 teil.

## Erfolge
- WM-Teilnehmer: 1998
- EM-Teilnehmer: 1996, 2000
- Rumänischer Meister: 1993, 1994, 1995, 1996
- Rumänischer Pokalsieger: 1996
- Rumänischer Supercup-Sieger: 1994, 1995
- Türkischer Supercup-Sieger: 1996, 1997
- Türkischer Meister: 1997, 1998
- Schweizer Pokalsieger: 2005
- Schweizer Meister: 2006
- Aufstieg in die Primera Division: 2001
- Aufstieg in die Fußball-Bundesliga: 2007

## Sonstiges
Filipescu schoss 2006 für den FC Zürich das alles entscheidende Tor zum Meistertitel. Im Finalspiel der Saison 2005/2006 schoss Filipescu sein einziges Tor für den FCZ, die somit 1:2 gewannen und in letzter Sekunde den Baslern den Titel in Basel vom Tablett nahmen.
Filipescu ist verheiratet und hat zwei Söhne und eine Tochter.